# Christiane Desroches Noblecourt
Christiane Desroches Noblecourt (Parigi, 17 novembre 1913 – Épernay, 23 giugno 2011) è stata un'egittologa e archeologa francese.
Fu l'autrice di numerosi libri sull'arte e la storia dell'Egitto, ed è anche nota per il suo ruolo nella conservazione dei templi nubiani dall'inondazione causata dalla creazione della diga di Assuan.

## Biografia
Nacque col nome di Christiane Desroches il 17 novembre 1913 a Parigi. Nel 1922 fu affascinata dalla scoperta di Howard Carter della tomba di Tutankhamon e, incoraggiata da padre Étienne Drioton, si unì al dipartimento di antichità egizie del museo del Louvre. Fu la prima donna ad essere ammessa all'Institut Français d'Archéologie Orientale (IFAO), e anche la prima a guidare uno scavo archeologico nel 1938.
Durante la seconda guerra mondiale si unì alla resistenza francese, nascondendo i tesori egizi del Louvre nei territori liberi della Francia.

## Progetto della diga di Assuan
La costruzione della nuova diga di Assuan portò al più grande risultato di Noblecourt, ovvero la conservazione degli antichi templi nubiani dall'allagamento causato dalla diga. La prima diga, completata nel 1902 con una capacità di un miliardo di metri cubi, si dimostrò insufficiente, e per questo fu innalzata nel 1912 e ancora nel 1934. La capacità della diga ancora non era sufficiente per le necessità della popolazione egiziana in costante aumento, e nel 1954 il governo di Gamal Abd el-Nasser decise di costruire una nuova diga con una capacità di 157 miliardi di metri cubi che avrebbe interessato anche il Sudan. Fu definita un progetto degno dei faraoni.
Se il progetto fosse stato eseguito come progettato, i monumenti dell'antica Nubia sarebbero stati sommersi e persi per sempre, compresi i templi di Abu Simbel. Con le parole dello scrittore Pierre Loti, che visitò l'area dopo il completamento della prima diga: “La maggior parte degli antichi templi della Nubia sarà sommersa... ma i campi di cotone saranno così produttivi!”. L'UNESCO chiese immediatamente alla Noblecourt, allora curatrice delle antichità egizie del Louvre, di redigere un inventario di tutti i siti storici minacciati dall'opera. In seguito la stessa UNESCO si prese in carico l'onere di trovare i colossali fondi necessari per il salvataggio degli stessi.

### Campagna per il salvataggio dei templi
L'8 marzo 1960 Christiane Desroches Noblecourt, assieme a Sarwat Okasha, ministro egiziano della cultura, fece una richiesta ufficiale di aiuto internazionale. Non solo quattordici templi dovevano essere spostati, ma era necessario effettuare scavi urgenti presso tutti quei siti che sarebbero poi stati sommersi da decine di metri d'acqua.
André Malraux, allora ministro francese della cultura, si unì all'appello: “La forza che creò i colossali monumenti oggi minacciati... ci parla con la voce esaltata degli architetti di Chartres, di Rembrandt... Il vostro appello è storico, non perché propone di salvare i templi di Nubia, ma perché tramite lui la prima civiltà globale reclama l'arte mondiale quale suo retaggio indivisibile... C'è solo una cosa su cui l'indifferenza delle stelle e l'eterno mormorare dei fiumi non può soprassedere, ed è l'atto con cui l'uomo strappa qualcosa dalla morte”.
Cinquanta stati, nel mezzo della guerra fredda, fornirono fondi per salvare i monumenti oggi considerati patrimonio dell'umanità. File, Kalabsha, Wadi al-Sabua, Dakka, Derr e altri siti furono spostati, assieme ai templi di Abu Simbel, ricevendo molta attenzione da parte dei media. Il tempio di Amada fu un caso particolarmente difficile a causa dei suoi piccoli, preziosi bassorilievi miniati. Spaccarlo in blocchi, come era stato fatto con gli altri templi, non era una strada percorribile, dato che le pitture non sarebbero sopravvissute. Notando che tutto sembrava far presupporre l'allagamento del tempio da parte delle acque salate del lago Nasser, Christiane Desroches Noblecourt annunciò che la Francia l'avrebbe salvato. Chiese a due architetti di proporre un metodo per lo spostamento del tempio in un blocco unico. La loro idea fu di porre il tempio su binari e trasportarlo idraulicamente in un sito lontano pochi chilometri, alto oltre 60 metri.
Erano necessari molti più fondi per questo progetto, per cui Christiane Desroches Noblecourt chiese un incontro con Charles de Gaulle, che non sapeva della promessa fatta da lei a nome dell'intero Stato. Si dice che apprendendolo abbia chiesto: “Signora, come ha osato di che la Francia avrebbe salvato il tempio, senza l'autorizzazione del mio governo?”. Noblecourt rispose “Generale, come ha osato fare un appello alla radio senza l'autorizzazione di Pétain?”. De Gaulle accettò di onorare la promessa di Noblecourt.
Alla fine il progetto di salvataggio, compreso lo spostamento e la ricostruzione dei templi in nuovi siti, richiese venti anni.

### Conseguenze
La conservazione dei monumenti nubiani ebbe conseguenze inaspettate. La prima fu un miglioramento delle relazioni franco-egiziane, problematiche fin dalla crisi del canale di Suez del 1956. Questo a sua volta portò all'organizzazione di una mostra su Tutankhamon al Louvre nel 1967, che attrasse un numero record di visitatori, seguita dalla mostra di Ramses II nel 1976 e di Amenofi III nel 1993. Come riconoscimento del contributo francese per la conservazione dei templi nubiani, il governo di Anwar al-Sadat donò al Louvre il busto di Akhenaton.

## Riconoscimenti
Nel 1975 Christiane Desroches Noblecourt ricevette la prestigiosa medaglia d'oro del Centre National de la Recherche Scientifique (CNRS). Nel gennaio 2008 fu premiata con la "grand-croix" della Legion d'onore, la più alta decorazione francese.
- Medaglia d'oro del Centre National de la Recherche Scientifique (1975)
- Grande medaglia d'argento dell'UNESCO
- Medaglia vermiglio della città di Parigi

## Opere
- con K. Michalowski, Tell-Edfou 1939. Fouilles franco-polonaises, III, IFAO, Il Cairo, 1950
- L'art égyptien, PUF, 1962
- Toutânkhamon, vie et mort d'un pharaon, 1963
- Peintures des tombeaux et des temples égyptiens, Le Grand art en livre de poche, Flammarion, Parigi, 1962
- Vie et mort d'un pharaon, Toutankhamon, Hachette, Parigi, 1963-1976
- Toutankhamon et son temps, Petit Palais, Paris, Réunion des Musées Nationaux, Parigi, 1967
- con C. Kuentz, Le petit temple d'Abou Simbel, 2 voll., Il Cairo, 1968
- con C. Aldred, J-P. Lauer, J. Leclant e J. Vercoutter, Le temps des pyramides, l'univers des formes, Gallimard, Parigi, 1978
- con C. Aldred, P. Barguet, J. Leclant e H.W. Müller, L'empire des conquérants, l'univers des formes, Gallimard, Parigi, 1979
- con C. Aldred, F. Daumas, e J. Leclant, L'Égypte du crépuscule, l'univers des formes, Gallimard, Parigi, 1980
- con J. Vercoutter, Un siècle de fouilles françaises en Égypte 1880-1980, IFAO, Il Cairo, 1981
- con L. Balout, C. Roubet, La momie de Ramsès II, Recherche sur les civilisations, Parigi, 1985
- Le grand Pharaon Ramsès II et son Temps, catalogo della mostra, Montréal, 1985
- Les zélateurs de Mandoulis et les maîtres de Ballana et de Qustul, in "Mélanges Gamal Eddin Mokhtar" I BdE 97, IFAO, Il Cairo, 1985
- La femme au temps des pharaons, Stock, 1986-2001
- La grande Nubiade ou le parcours d'une égyptologue, Stock, 1992, ISBN 2-7242-7128-9
- A propos de la nouvelle tombe de la Vallée des Rois, in "Archéologia" nº314, pp. 4–6, 1995, Parigi;
- Amours et fureurs de la lointaine, Stock, 1995
- Ramsès II, la véritable histoire, Pygmalion, 1997, ISBN 2-7441-0425-6
- Toutânkhamon, Pygmalion, 1999
- Le secret des temples de la Nubie, Stock, 1999
- La reine mystérieuse, Pygmalion, 2002, ISBN 2-7441-5818-6
- Sous le regard des dieux, Albin Michel, 2003
- Symboles de l'Égypte, Desclée de Brouwer, 2004
- Le fabuleux héritage de l'Égypte, Télémaque, 2004
- Le secret des découvertes, Télémaque, 2006